# Холдорф (Доња Саксонија)
Холдорф (њем. Holdorf) град је у њемачкој савезној држави Доња Саксонија. Једно је од 10 општинских средишта округа Фехта. Према процјени из 2010. у граду је живјело 6.498 становника. Посједује регионалну шифру (AGS) 3460005.

## Географски и демографски подаци
Холдорф се налази у савезној држави Доња Саксонија у округу Фехта. Град се налази на надморској висини од 42 метра. Површина општине износи 54,9 km². У самом граду је, према процјени из 2010. године, живјело 6.498 становника. Просјечна густина становништва износи 118 становника/km².